# Goljat

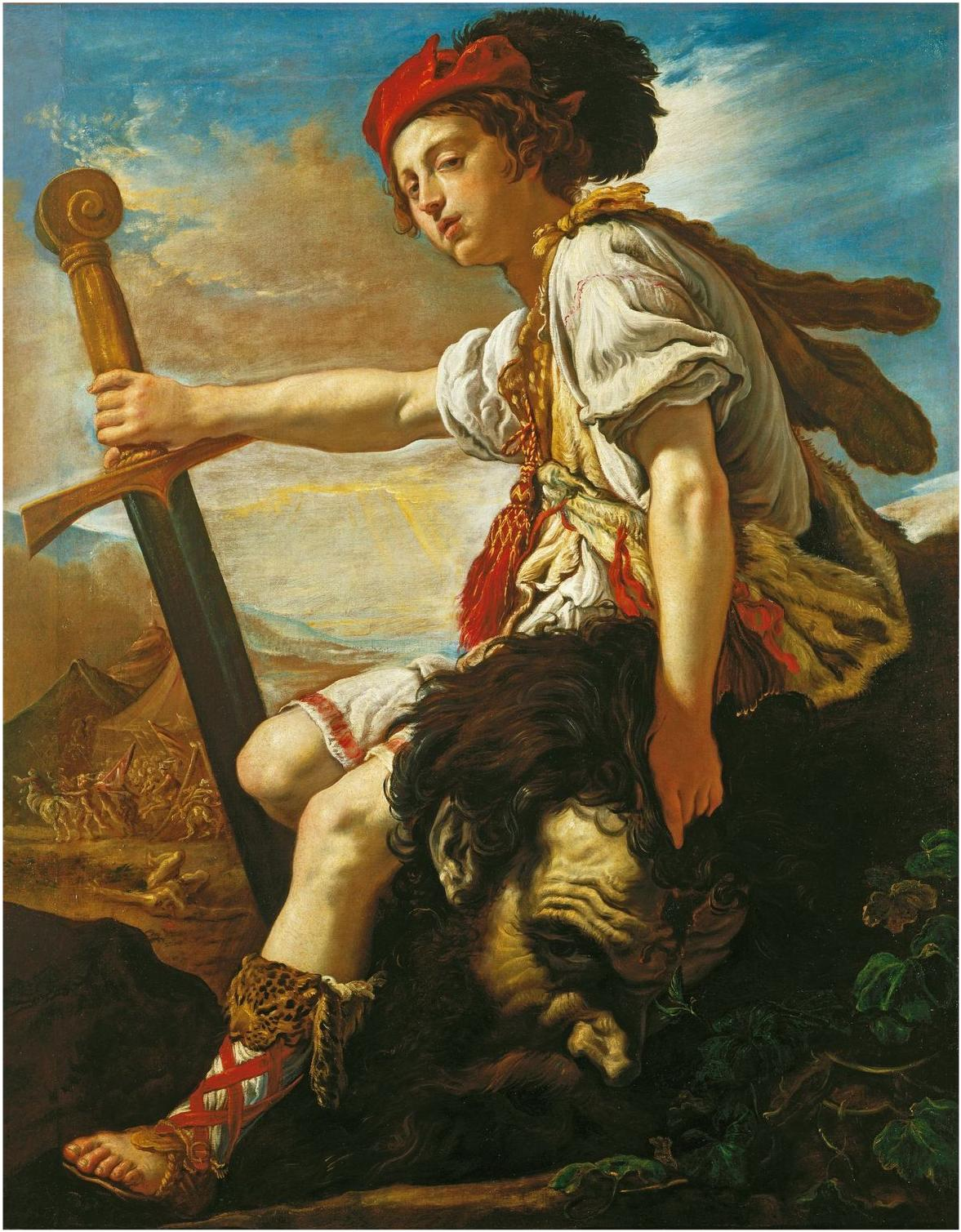
David med Goliats huvud och hans svärd (Domenico Fetti)

Goliat, i äldre bibelöversättning Goliat, från Gat, var en krigare av filistéernas folk. Hans kamp med David beskrivs i "Första Samuelsboken" 17 i Gamla Testamentet i Bibeln. Han nämns även i Andra Samuelsboken kapitel 21, där han möjligen istället dräps av Elhanan, en av Davids män. I några bibelöversättningar nämns att det är Goliats bror som dräps av Elhanan.

## Den bibliska berättelsen
Saul som var kung av israeliterna mötte den Filisteiska armén vid ‘Emeq HaEla. Arméerna hade väntat på att den andre skulle anfalla i 40 dagar och två gånger om dagen, varje morgon och kväll, hade filistern Goliat klivit fram och krävt att israeliterna skulle skicka en kämpe för att möta honom i tvekamp och därmed avgöra slaget. Saul var dock alldeles för rädd för att möta Goliat. Till slut tog en ung man vid namn David på sig uppgiften och accepterade Goliats utmaning. Saul gick motvilligt med på detta och erbjöd David sin rustning men David tackade nej till den, istället gick han till tvekampen utrustad enbart med en stav, sin slunga samt fem lena stenar som han hämtat från en närliggande bäck. 
David och Goliat mötte varandra mellan de väntande arméerna. David med sin stav och slunga och Goliat med sin rustning och sitt spjut. Goliat lade gudarnas förbannelse på David men David svarade "Idag ger herren dig till mig och jag kommer att dräpa dig. Jag kommer ge kropparna av filistéernas armé till luftens fåglar och jordens vilda djur. Hela jorden skall veta att det finns en Gud i Israel och hela denna samling skall veta att den Guden räddar inte med svärd och spjut. Striden är Guds och han kommer att ge oss segern"  
Kampen började och David slungade sin första sten som träffade Goliat rätt i pannan vilket resulterade i att Goliat avled, föll framåt och blev liggande . David skar sedan av Goliats huvud och vid åsynen av detta flydde filistéerna. Den israelitiska hären jagade efter dem ända till Gat och Ekrons portar. David tog Goliats rustning och placerade den i sitt tält. Han begav sig sedan till Jerusalem med Goliats huvud där han blev upphunnen av kung Sauls kusin Avner som skickats av kungen för att hämta honom. David fördes till Saul som frågade vems son han var på vilket David svarade "Jag är son till din tjänare Jishaj av Betlehem".

## Skapandet av berättelsen
Samuelsböckerna ger tillsammans med Josuaböckerna, domarboken och kungaböckerna en enad historia om Israels skapande. Böckerna skrevs sannolikt under det sena 600-talet f.Kr. i kung Josua's hov och reviderades sedan på 500-talet f.Kr. efter den babyloniska fångenskapen. Spåren av revideringen går att se genom motsägelserna i berättelsen. Saul frågar David vem han är trots att han tidigare erbjudit David sin rustning. Det är därmed en möjlighet att tillägg i historien gjorts.
Sannolikt original
- Israeliterna och filistéerna möter varandra vid Emeq HaEla, Goliat utmanar israeliterna till tvekamp.
- David tar med sig fem lena stenar som han plockat från en närliggande bäck
- David dräper Goliat och filistéerna flyr

Sannolika tillägg
- David är en ung man ute och samlar mat åt sina bröder när han hör Goliats utmaning och bestämmer sig för att möta honom.
- Alla detaljer kring tvekampen och Goljats utrustning.
- Saul skickar Avner för att föra David till honom.[4]